# STS-92
STS-92, voluit Space Transportation System-92, was een spaceshuttlemissie van de NASA naar het in opbouw zijnde internationale ruimtestation ISS. Voor deze missie werd het ruimteveer Discovery gebruikt, die gelanceerd werd op 11 oktober 2000. De lancering was oorspronkelijk gepland voor 5 oktober, maar werd enkele keren uitgesteld vanwege technische problemen en ongunstige weersomstandigheden.
Het was de honderdste vlucht van een spaceshuttle, de 28e vlucht van de Discovery en de tweede van de Discovery naar het ISS.

## Bemanning
- Brian Duffy (47 jaar) US Air Force, commandant. 4e missie: eerder lid van STS-45 (1992), STS-57 (1993) en STS-72 (1996)
- Pamela Ann Melroy (39), US Air Force, piloot (1e missie)
- Leroy Chiao (40), burger, missiespecialist, 3e missie (eerdere missies: STS-65 (1994) en STS-72 (1996))
- William Surles McArthur Jr. (49), US Army, missiespecialist, 3e missie (eerdere missies: STS-58 (1993) en STS-74 (1995))
- Peter Jeffrey Karl Wisoff (42), burger, missiespecialist, 4e missie (eerdere missies: STS-57 (1993), STS-68 (1994) en STS-81 (1997))
- Michael Eladio Lopez-Alegria (42), US Navy, missiespecialist, 2e missie (na STS-73 (1995))
- Koichi Wakata (37) (Japan), burger, missiespecialist, 2e missie (na STS-72 (1996))

## Verloop
De spaceshuttle koppelde aan het ISS op 13 oktober en bleef gedurende 165 uur gekoppeld aan het ruimtestation. In de vrachtruimte had de spaceshuttle het Z1 Integrated Truss Segment en de Pressurized Mating Adaptor 3 aan boord. De Z1 Truss, die de basisstructuur voor de zonnepalen van de Amerikaanse Unity-module vormde, werd aan de bovenste of zenith-koppelingspoort van Unity bevestigd. De PMA-3 was een extra koppelingspoort voor ruimte-orbiters aan het ruimtestation; daarlangs kon het station ook verlaten worden om een ruimtewandeling te ondernemen.
Tijdens de eerste dagen werden vier lange ruimtewandelingen of EVA's (extra-vehicular activities) gemaakt door twee paar astronauten, met als hoofddoel de installatie en aansluiting van de Z1 Truss en de PMA-3. De eerste (op 15 oktober, duur 6 uur 28 min) en de derde (op 17 oktober, duur 6 uur 48 min) ruimtewandeling werden gemaakt door Chiao en McArthur; de tweede (op 16 oktober, duur 7 uur 7 min) en de vierde (op 18 oktober, duur 6 uur 56 min) door Wisoff en Lopez-Alegria.

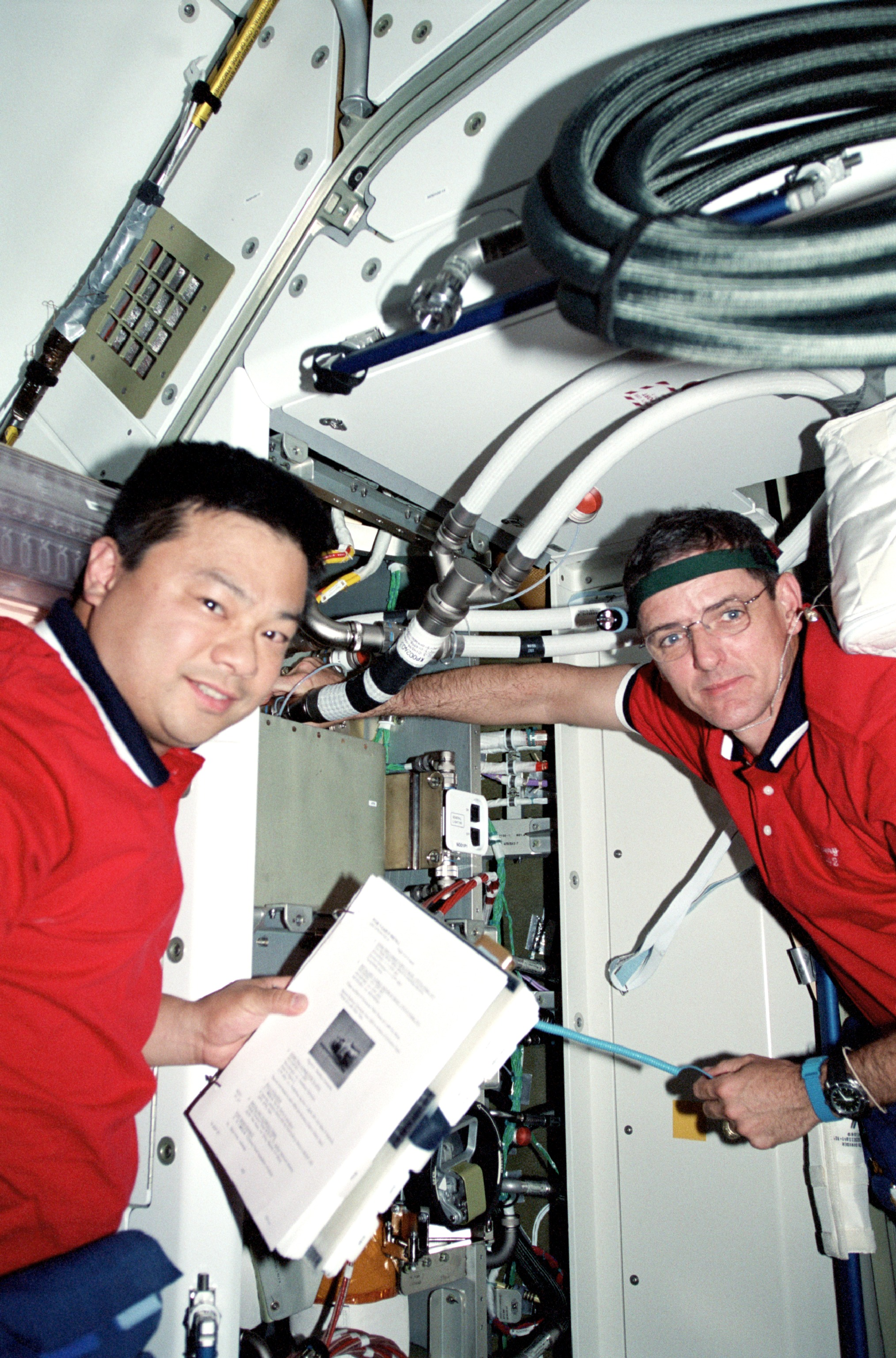
Astronauten Leroy Chiao (links) en William McArthur tijdens de STS-92-missie

Na de EVA's werd het ISS verder voorbereid voor de komst van de eerste permanente bemanning, voorzien bij de volgende koppeling van een spaceshuttle aan het station. Er werden meer voorraden in het station geladen; de gyroscopen van het station werden getest; er werden monsters genomen in het station om te testen op microbiële contaminatie en het station werd gereinigd met fungicide-doekjes tegen microbengroei.
De voorziene landing op 22 oktober moest uitgesteld worden omwille van te hoge dwarswinden op de voorziene landingsplaats in het Kennedy Space Center. Ook de volgende dag kon het ruimteveer niet landen op Kennedy vanwege de te felle wind, en ook niet op de Edwards AFB vanwege regen in de buurt. Het moest daarom nog een extra dag in de ruimte blijven en kon pas de volgende dag, 24 oktober, op Edwards landen.